# Cheonggye-myeon
Cheonggye-myeon (koreanska: 청계면)  är en socken  i kommunen Muan-gun i provinsen Södra Jeolla i den sydvästra delen av Sydkorea, 300 km söder om huvudstaden Seoul.